# Campeonato Mundial de Atletismo Sub-20 de 2018 - Decatlo masculino
A prova do decatlo masculino do Campeonato Mundial de Atletismo Sub-20 de 2018 ocorreu entre os dias 10 e 11 de julho no Estádio de Tampere em Tampere, na Finlândia. 

## Recordes
Antes desta competição, os recordes mundiais e do campeonato nesta prova eram os seguintes:
|     | Nome         | Nacionalidade               | Pontos | Local     | Data                |
| --- | ------------ | --------------------------- | ------ | --------- | ------------------- |
| WJR | Niklas Kaul  | Alemanha                    | 8435   | Grosseto  | 23 de julho de 2017 |
| CR  | Niklas Kaul  | Alemanha                    | 8162   | Bydgoszcz | 20 de julho de 2016 |
| WJL | Stepan Kekin | Atletas Neutros Autorizados | 7817   | Adler     | 21 de maio de 2018  |

Os seguintes recordes mundiais ou do campeonato foram estabelecidos durante esta competição: 
| Data        | Evento | Nome           | Nacionalidade | Pontos | Notas                 |
| ----------- | ------ | -------------- | ------------- | ------ | --------------------- |
| 11 de julho | Final  | Ashley Moloney | Austrália     | 8190   | Recorde do campeonato |

## Medalhistas
| Ouro                 | Prata                | Bronze              |
| Ashley Moloney (AUS) | Gary Haasbroek (AUS) | Simon Ehammer (CHE) |

## Cronograma
Todos os horários são locais (UTC+2).
| Data        | Hora  | Evento                   |
| ----------- | ----- | ------------------------ |
| 10 de julho | 09:05 | 100 metros rasos         |
| 10 de julho | 09:50 | Salto em distância       |
| 10 de julho | 11:45 | Arremesso de peso        |
| 10 de julho | 16:00 | Salto em altura          |
| 10 de julho | 18:15 | 400 metros rasos         |
| 11 de julho | 09:05 | 110 metros com barreiras |
| 11 de julho | 09:55 | Arremesso de disco       |
| 11 de julho | 12:40 | Salto com vara           |
| 11 de julho | 16:30 | Lançamento de dardo      |
| 11 de julho | 19:25 | 1500 metros rasos        |

## Resultado final
| Posição           | Atleta               | Nacionalidade               | 100 m | SD   | AP    | SA   | 400 m | 110 m | AD    | SV   | LD    | 1500 m  | Pontos | Notas           |
| ----------------- | -------------------- | --------------------------- | ----- | ---- | ----- | ---- | ----- | ----- | ----- | ---- | ----- | ------- | ------ | --------------- |
| Medalha de ouro   | Ashley Moloney       | Austrália                   | 10.51 | 7.06 | 12.83 | 2.10 | 46.86 | 14.13 | 47.39 | 4.60 | 53.67 | 4:42.65 | 8190   | , OJC, NJR      |
| Medalha de prata  | Gary Haasbroek       | Austrália                   | 10.92 | 7.26 | 13.28 | 2.01 | 49.20 | 14.26 | 40.54 | 4.30 | 55.25 | 4:35.48 | 7798   | Recorde pessoal |
| Medalha de bronze | Simon Ehammer        | Suíça                       | 11.14 | 7.45 | 13.44 | 2.01 | 50.15 | 14.13 | 36.22 | 4.70 | 49.09 | 4:47.36 | 7642   | Recorde pessoal |
| 4                 | Manuel Wagner        | Alemanha                    | 11.08 | 6.81 | 12.01 | 1.83 | 49.72 | 14.72 | 44.74 | 4.50 | 57.43 | 4:29.45 | 7552   | Recorde pessoal |
| 5                 | Finley Gaio          | Suíça                       | 10.97 | 7.28 | 14.58 | 1.86 | 49.94 | 13.90 | 36.96 | 4.30 | 48.65 | 4:55.46 | 7455   |                 |
| 6                 | Leon Okafor          | Áustria                     | 11.41 | 6.62 | 14.03 | 1.92 | 50.27 | 14.98 | 44.63 | 4.50 | 56.44 | 4:46.50 | 7454   | NJR             |
| 7                 | Kyle Garland         | Estados Unidos              | 10.97 | 6.40 | 15.11 | 2.01 | 50.59 | 13.99 | 42.56 | 4.00 | 53.00 | 4:58.42 | 7451   |                 |
| 8                 | Andreas Bechmann     | Alemanha                    | 11.30 | 6.81 | 14.17 | 1.92 | 48.92 | 14.97 | 42.74 | 4.40 | 41.96 | 4:43.48 | 7333   | Recorde pessoal |
| 9                 | Manuel Dias          | Portugal                    | 11.23 | 6.93 | 12.86 | 1.83 | 49.81 | 15.06 | 37.64 | 4.60 | 46.82 | 4:40.25 | 7212   | NJR             |
| 10                | Juuso Toivonen       | Finlândia                   | 11.41 | 6.66 | 12.12 | 1.98 | 50.67 | 15.42 | 32.11 | 4.80 | 51.67 | 4:43.53 | 7113   | Recorde pessoal |
| 11                | Stepan Kekin         | Atletas Neutros Autorizados | 11.06 | 6.90 | 14.25 | 1.83 | 50.81 | 14.19 | 48.65 | 4.60 | 50.11 | DNF     | 6984   |                 |
| 12                | Ayden Owens          | Porto Rico                  | 10.67 | 6.94 | 13.71 | 1.92 | DSQ   | 13.74 | 42.72 | 4.30 | 43.06 | 4:44.76 | 6744   | Recorde pessoal |
| 13                | Makenson Gletty      | França                      | 10.82 | 6.98 | 16.03 | 1.98 | DNF   | DNS   | –     | –    | –     | –       | DNF    |                 |
| 14                | Steven Fauvel-Clinch | França                      | 11.08 | 6.91 | 12.86 | 1.92 | DNS   | –     | –     | –    | –     | –       | DNF    |                 |

Legenda
| Recorde mundial       | Recorde mundial (World record)               |                       | Recorde africano                      | Recorde africano (African) |                                           | Q | Classificado por posição (Qualified) |
| Recorde do campeonato | Recorde do campeonato (Championship record)  | Recorde da América    | Recorde da América (Americas)         | q                          | Classificado por melhor tempo (Qualified) |   |                                      |
| Melhor marca do ano   | Melhor marca do ano (World leading)          | Recorde asiático      | Recorde asiático (Asian)              | DNS                        | Não largou (Did not start)                |   |                                      |
| Recorde nacional      | Recorde nacional (National record)           | Recorde europeu       | Recorde europeu (European)            | DNF                        | Não terminou (Did not finish)             |   |                                      |
| Recorde pessoal       | Recorde pessoal do atleta (Personal best)    | Recorde da Oceania    | Recorde da Oceania (Oceania)          | DSQ / DQ                   | Desclassificado (Disqualified)            |   |                                      |
| Recorde da temporada  | Recorde da temporada do atleta (Season best) | Recorde sul-americano | Recorde sul-americano (South America) | NM                         | Sem marca (No mark)                       |   |                                      |